# یورو کاپ بسکتبال
یورو کاپ بسکتبال (انگلیسی: Eurocup Basketball) تورنمنت بسکتبال است که بعد از یورولیگ دومین تورنمنت معتبر بسکتبال در اروپا به شمار می‌رود.

## Medals (2002-2024)
| رتبه            | کشور                | طلا | نقره | برنز | مجموع |
| --------------- | ------------------- | --- | ---- | ---- | ----- |
| ۱               | اسپانیا             | ۸   | ۷    | ۱۱   | ۲۶    |
| ۲               | روسیه               | ۵   | ۴    | ۶    | ۱۵    |
| ۳               | ترکیه               | ۲   | ۲    | ۲    | ۶     |
| ۴               | فرانسه              | ۲   | ۲    | ۰    | ۴     |
| ۵               | لیتوانی             | ۲   | ۱    | ۱    | ۴     |
| ۶               | ایتالیا             | ۱   | ۰    | ۳    | ۴     |
| ۷               | اسرائیل             | ۱   | ۰    | ۲    | ۳     |
| ۸               | آلمان               | ۰   | ۲    | ۱    | ۳     |
| ۹               | یونان               | ۰   | ۲    | ۰    | ۲     |
| ۱۰              | اسلوونی             | ۰   | ۱    | ۰    | ۱     |
| ۱۱              | صربستان             | ۰   | ۰    | ۳    | ۳     |
| ۱۱              | صربستان و مونته‌نگرو | ۰   | ۰    | ۳    | ۳     |
| ۱۳              | آندورا              | ۰   | ۰    | ۲    | ۲     |
| ۱۳              | اوکراین             | ۰   | ۰    | ۲    | ۲     |
| ۱۵              | بریتانیای کبیر      | ۰   | ۰    | ۱    | ۱     |
| ۱۵              | کرواسی              | ۰   | ۰    | ۱    | ۱     |
| مجموع (۱۶ کشور) | مجموع (۱۶ کشور)     | ۲۱  | ۲۱   | ۳۸   | ۸۰    |

- Semifinal losers considered as bronze. 17 editions have not third place match.